# Father of the Bride (album)
Father of the Bride là album phòng thu thứ tư của ban nhạc indie rock người Mỹ Vampire Weekend. Album được Columbia Records phát hành vào ngày 3 tháng 5 năm 2019 và là album đầu tiên của nhóm do một hãng thu âm lớn phát hành.
Sản phẩm đánh dấu dự án đầu tiên của ban nhạc trong gần sáu năm kể từ sau Modern Vampires of the City (2013) và cũng là dự án đầu tiên của nhóm sau khi nhạc công–nhà sản xuất thu âm Rostam Batmanglij rời đi. Ariel Rechtshaid, người cộng tác với nhóm nhạc trong album Modern Vampires of the City, cùng với ca sĩ chính Ezra Koenig là những người tham gia chủ yếu vào quá trình sản xuất album. Album cũng có sự tham gia của nhiều người cộng tác không thuộc nhóm nhạc như Danielle Haim, Steve Lacy, Dave Macklovitch của Chromeo, DJ Dahi, Sam Gendel, BloodPop, Mark Ronson và Batmanglij. Father of the Bride là một album thuộc thể loại pop và indie rock có sự đa dạng về mặt âm nhạc và sử dụng rất nhiều yếu tố của các dòng nhạc khác, trong đó có nhạc đồng quê và âm nhạc của các ban nhạc jam. Ca từ nặng nề và thẳng thắn trong album tương phản với phần âm nhạc tươi sáng mang không khí mùa xuân.
Trước khi phát hành Father of the Bride, Vampire Weekend đã phát hành ba đĩa đơn mặt A kép gồm "Harmony Hall" / "2021", "Sunflower" / "Big Blue" và "This Life" / "Unbearably White" để quảng bá cho album. Sau khi phát hành, album được các nhà phê bình tán dương rộng rãi và giúp nhóm nhạc chiến thắng hạng mục Album nhạc alternative xuất sắc nhất lần thứ hai, cũng như nhận được đề cử ở hạng mục Album của năm tại Giải Grammy lần thứ 62. Father of the Bride cũng gặt hái được thành công về mặt thương mại khi trở thành album thứ ba liên tiếp của nhóm ra mắt ở vị trí quán quân trên bảng xếp hạng Billboard 200 của Hoa Kỳ. Ban nhạc đã tổ chức một chuyến lưu diễn trên toàn cầu để quảng bá album với đội hình gồm bảy thành viên, nhiều hơn ba người so với đội hình trước đó.

## Bối cảnh và thu âm
Vào tháng 5 năm 2013, ban nhạc phát hành album Modern Vampires of the City và đạt được thành công cả về mặt chuyên môn lẫn thương mại, với việc album đoạt Giải Grammy cho Album nhạc alternative xuất sắc nhất. Nhóm nhạc tổ chức một chuyến lưu diễn trên toàn cầu để quảng bá album. Chuyến lưu diễn khép lại vào tháng 9 năm 2014. Mệt mỏi sau khi kết thúc lưu diễn, ban nhạc tạm dừng công việc sáng tác và thu âm để nghỉ ngơi. Trong khoảng thời gian này, Koenig thực hiện một loạt phim hoạt hình trên truyền hình có tên gọi Neo Yokio, cũng như đồng sáng tác và sản xuất ca khúc "Hold Up" trong album Lemonade của Beyoncé. Anh cũng dần chuyển nơi ở từ thành phố New York đến Los Angeles.

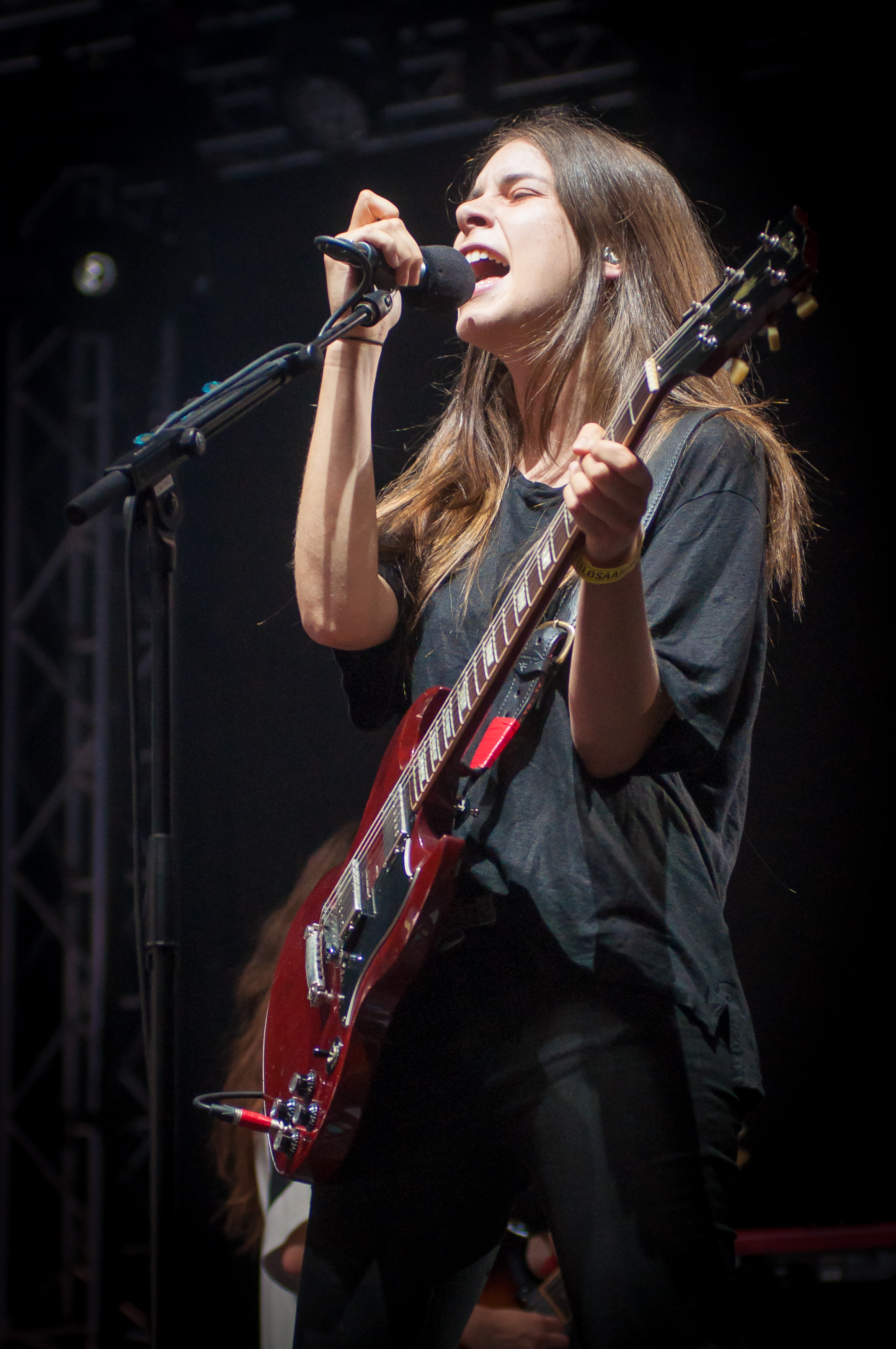
Danielle Haim của ban nhạc pop rock Haim xuất hiện trong ba bản song ca mang phong cách đồng quê với Koenig và đóng góp các đoạn hát đệm cho album.

Vào ngày 26 tháng 1 năm 2016, Rostam Batmanglij thông báo về việc rút khỏi ban nhạc trên Twitter, tuy nhiên nhấn mạnh rằng anh vẫn sẽ tiếp tục cộng tác với Koenig. Sau đó, cũng trong cùng ngày, Koenig thông báo rằng Vampire Weekend đã bắt tay vào thực hiện album thứ tư. Album có tên gọi chưa chính thức là Mitsubishi Macchiato và có sự tham gia đóng góp của Batmanglij. Vào tháng 11 năm 2016, có tin cho biết nhóm nhạc đã ký hợp đồng với hãng Columbia Records và chấm dứt hợp đồng của họ với XL Recordings. Trong suốt năm 2016, Koenig dành thời gian cho việc sáng tác nhạc cho album và nghiên cứu trong các thư viện với những sinh viên cao học. Vào tháng 3 năm 2017, anh cho biết album sẽ mang không khí "mùa xuân" và gồm các ca khúc có tựa đề "Flower Moon" và "Conversation" vào thời điểm đó.
Album chủ yếu được sản xuất tại phòng thu tại gia có tên Effie Street Studios của nhà sản xuất Ariel Rechtshaid ở Silver Lake, Los Angeles, cũng như tại Vox Studios ở Hollywood và tại Sony Music Studios ở Tokyo. Điều này dẫn đến việc nhiều ca khúc có sự cộng tác của ca sĩ Danielle Haim, người sống chung với Rechtshaid. Vào tháng 9 năm 2017, Koenig cho biết album đã "hoàn thiện khoảng 80%". Batmanglij cũng tham gia thực hiện album và trong một bài phỏng vấn vào tháng 12 cùng năm, Koenig lưu ý rằng phương pháp cộng tác của hai người không hề thay đổi dù Batmanglij đã rời khỏi ban nhạc. Anh cũng phát biểu rằng nhờ làm việc với Kanye West, anh đã được truyền cảm hứng để hợp tác với nhiều nhạc sĩ có phong cách âm nhạc khác nhau. Anh cũng cho biết quá trình sáng tác nhạc cho album chịu ảnh hưởng của nữ ca sĩ nhạc đồng quê Kacey Musgraves. Về nguồn ảnh hưởng này, anh nói: "Tôi là kiểu người đã dành hàng giờ để nghiền ngẫm những lời ca đầy thi vị và có tính tiên phong của một số nhạc sĩ, và có điều gì đó [khiến tôi] cảm thấy thật tuyệt [khi] từ đoạn lời đầu tiên, bạn biết rằng ai đang hát, rằng họ đang hát cho ai nghe, [và] rằng hoàn cảnh [lúc đó] của họ như thế nào" và để ý thấy nhiều ca khúc trước đó của Vampire Weekend không đem lại cảm giác này. Vào ngày 4 tháng 8 năm 2018, Koenig thông báo rằng album đã hoàn tất.

## Âm nhạc và ca từ
Father of the Bride là album kép thuộc thể loại pop và indie rock với nhiều ảnh hưởng sâu sắc cả về ca từ lẫn âm nhạc của các dòng nhạc khác. Album mang âm hưởng mùa xuân trong khi vẫn giữ được chiều sâu mang tính "bách khoa". Album khám phá một thế giới âm nhạc rộng lớn hơn so với các sản phẩm trước đó của ban nhạc, với phần âm nhạc mang màu sắc ấm áp dễ chịu tương phản với phần ca từ nặng nề và u ám. Xuyên suốt album, các phong cách âm nhạc chủ chốt bao gồm R&B, soul, đồng quê, folk, rock, art pop và baroque pop. Sự đa dạng trong phong cách âm nhạc của album kép này đã được so sánh với Album trắng (1968) của The Beatles, mặc dù Koenig cho rằng album giống với các album kép có chủ đề cố kết hơn như The River (1980) của Bruce Springteen và Aguaplano (1987) của Paolo Conte. Sự lỏng lẻo trong phong cách của album đã được so sánh với các ban nhạc jam như Grateful Dead và Phish. Father of the Bride cũng được mô tả là mang phong cách của nước Mỹ nhiều hơn so với các tác phẩm trước đó của nhóm nhạc. Trong album, giọng hát và lối chơi ghi-ta của Koenig đều thay đổi cho phù hợp với việc sử dụng twang theo kiểu dân ca Mỹ, còn các ca khúc đều lấy ý tưởng từ Great American Songbook.
Với cảm hứng từ ca sĩ nhạc đồng quê người Mỹ Kacey Musgraves, lời ca trong album được bộc lộ một cách thẳng thắn và chân thật hơn so với các sáng tác trước đó của Koenig. Album đi sâu vào nhiều chủ đề khác nhau, bao gồm tuổi trẻ đã qua, những xung đột chính trị, sự bấp bênh, tận thế, sự tự mãn, chủ nghĩa môi trường, chủ nghĩa hiện sinh, và cuối cùng là chủ đề về sự cứu rỗi và hồi sinh. Hình tượng cuốn kinh thánh thường xuyên xuất hiện trong album, trong khi đám cưới và nhà thờ lại xuất hiện trở đi trở lại như một hình mẫu của tình yêu. Koenig cho rằng ca từ trong album có tính cố kết hơn các tác phẩm trước đó, với phát biểu rằng: "những thể loại, có lẽ vậy, và những lời ám chỉ [đều] xuất hiện ở khắp mọi nơi nhưng tôi thực sự nghĩ rằng về mặt ca từ, đây là một trong số những album có tính thống nhất cao nhất [của Vampire Weekend]".

### Các bài hát
"Hold You Now" được The Times mô tả là "một bản dân ca tuyệt vời mở đầu [cho album]". Ca khúc sử dụng một đoạn nhạc lấy mẫu từ phần biểu diễn của dàn hợp xướng trong nhạc phim của bộ phim The Thin Red Line của Hans Zimmer. Đây là ca khúc đầu tiên trong số ba ca khúc hợp tác với nữ ca sĩ Danielle Haim trong album. Trong bài hát, Koenig và Haim trình bày những ca từ mộc mạc về việc nắm lấy khoảnh khắc quan trọng trong một mối quan hệ. Koenig mô tả những ca khúc hợp tác với Haim là "những bài hát được kỳ vọng sẽ thành công" của album, với cảm hứng từ những bản song ca nhạc đồng quê của Conway Twitty và Loretta Lynn. Anh lựa chọn sử dụng những đoạn hát rải rác và chơi ghi-ta acoustic để mở màn cho album, vì anh nghĩ rằng đây "là một cách kỳ lạ để mở đầu một bản thu âm của Vampire Weekend". Ca khúc "Harmony Hall" có âm nhạc ấm áp và vui tươi với sắc thái của "mùa xuân". Phần âm nhạc của ca khúc đã được so sánh với "Touch of Grey" (1987) của Grateful Dead. Ảnh hưởng từ các dòng nhạc rave, baggy và Madchester của Anh Quốc trong thập niên 1990, chẳng hạn như phong cách âm nhạc trong ca khúc "Unbelievable" của EMF, được thể hiện rõ nét trong tiếng piano và phần beat của "Harmony Hall". Trong khi đó, các yếu tố của nhạc Baroque cũng xuất hiện trong đoạn bridge của ca khúc. Bài hát có phần âm nhạc "phấn khởi" tương phản với phần ca từ u ám, và được chèn thêm câu hát "I don't wanna live like this, but I don't wanna die" (tạm dịch: Tôi không muốn sống như thế này, nhưng tôi [cũng] không muốn chết) của ca khúc "Finger Back" trong album trước đó của ban nhạc, Modern Vampires of the City (2013). "Bambina" là một bài hát ngắn gọn, mang âm hưởng của nhiều thể loại khác nhau và sử dụng bộ mã hóa và giải mã tiếng nói cùng những tiếng ghi-ta "giòn tan". Ca khúc "This Life" có phần âm nhạc vui tuơi phấn khởi cùng những tiếng vỗ tay và tiếng ghi-ta sống động. Về mặt ca từ, ca khúc thể hiện "sự bấp bênh trong tâm hồn" và sự thiếu nghiêm túc. Koenig cũng thêm vào ca khúc câu hát "You've been cheating on, cheating on me / I've been cheating on, cheating on you" (tạm dịch: Em [vẫn luôn] lừa dối, lừa dối tôi / Tôi [vẫn luôn] lừa dối, lừa dối em) trong bài "Tonight" của rapper người Mỹ iLoveMakonnen. Phần âm nhạc của "This Life" đã được so sánh với ca khúc "Brown Eyed Girl" (1967) của Van Morrison. Bài hát "Big Blue" bộc lộ sự không chắc chắn về tôn giáo và vũ trụ theo một cách mơ hồ. Ca khúc ngắn gọn này có giai điệu năng động và sử dụng những hợp âm rải mang phong cách ambient, cùng lác đác một số đoạn trống được lấy mẫu, những đoạn hòa âm "hoa mỹ", một dàn hợp xướng và những tiếng luyến láy ghi-ta có cao độ ngẫu nhiên. Phần nhạc nền với phong cách điện tử xuất hiện rải rác trong "Big Blue" đã được so sánh với âm nhạc trong album 808s & Heartbreak (2008) của Kanye West, còn phong cách ghi-ta "rủ xuống" trong ca khúc được so sánh với các tác phẩm của George Harrison.
"How Long?" là một ca khúc art pop "loạng choạng" với những tiếng bàn phím, hiệu ứng âm thanh, những giai điệu hòa âm và tiếng ghi-ta vui vẻ mang âm hưởng của nhạc funk. Tương phản với giai điệu vui tươi của ca khúc là phần ca từ buồn thảm nói về sự sụp đổ tiềm tàng của thành phố Los Angeles. Trong quá trình sáng tác bài hát, Koenig chịu ảnh hưởng của cả nhạc hip hop và nhạc alternative rock của thập niên 1990. "Unbearably White" là một bài hát art pop "nhiều màu sắc" và kết hợp nhiều âm thanh khác nhau như: phần giọng hát được tách riêng, tiếng chuông lắc tay, tiếng ghi-ta bass có hơi hướm jazz fusion cùng những đoạn dội lên của dàn nhạc. Về mặt ca từ, ca khúc nói về một mối quan hệ đang lâm vào sự suy yếu. Mặc dù tựa đề của "Unbearably White" nói bóng gió đến những chỉ trích dành cho nhóm nhạc, nội dung chính của bài hát lại không liên quan đến vấn đề chủng tộc. Ca khúc khó hiểu "Rich Man" lấy mẫu những đoạn chơi ghi-ta của nghệ sĩ ghi-ta nhạc palm-wine S. E. Rogie và sử dụng những âm thanh "lộng lẫy" của đàn dây. Trong ca khúc, Koenig "hát lâm râm" về sự lãng mạn, sự giàu có và những mối quan hệ. Koenig bắt đầu sáng tác ca khúc tại lễ trao giải Grammy lần thứ 56, nơi nhóm nhạc đã giành giải Album nhạc alternative xuất sắc nhất với tác phẩm Modern Vampires of the City. "Married in a Gold Rush" là một bài hát nhạc đồng quê "lộng lẫy" và cũng là ca khúc thứ hai có sự góp giọng của Danielle Haim trong album.
"My Mistake" là một bài hát bày tỏ sự hối tiếc và gợi lên những cảm xúc buồn bã. Ca khúc kết hợp các yếu tố của nhạc jazz, nhạc phòng chờ và nhạc thể nghiệm, cũng như sử dụng những đoạn âm thanh mẫu "lõng bõng" được thu âm trên các cánh đồng. "Sympathy" là một ca khúc thuộc thể loại freak folk và flamenco, với những ảnh hưởng từ dòng nhạc Schaffel techno, nhạc rave và từ ban nhạc rock người Anh New Order. Ca khúc được mô tả là "một trong những ca khúc điên khùng nhất của nhóm nhạc tính đến thời điểm hiện tại", còn Koenig lại đánh giá bài hát là "ca khúc mang đậm phong cách metal nhất của Vampire Weekend". "Sunflower" là một ca khúc có phong cách không chính thống và thuộc thể loại psychedelic. Ca khúc mở đầu bằng sự hòa quyện của tiếng ghi-ta, tiếng bass và tiếng hát theo lối scat của nhạc jazz, và gợi nhớ đến âm thanh của nhạc progressive rock. Trong phần điệp khúc, bài hát chuyển sang sử dụng những giai điệu ấm áp của dòng nhạc soul-pop. "Sunflower" có phần lời ca mang ý nghĩa trừu tượng và phần âm nhạc mang định hướng của âm nhạc thập niên 1970. Koenig đã so sánh ca khúc với âm nhạc của ban nhạc Phish. Ca khúc có sự tham gia hợp tác của ca sĩ kiêm nghệ sĩ ghi-ta Steve Lacy của ban nhạc The Internet. Lecy cũng đóng góp vào quá trình thực hiện "Flower Moon", bài hát nằm trong cùng một bộ với "Sunflower". "Flower Moon" được mô tả là một bài hát thờ được chỉnh sửa bằng auto-tune, với phong cách tương tự như nhóm nhạc The Beach Boys và có phần âm nhạc mang âm hưởng của vùng Soweto. "2021" là một bản ballad tối giản và lãng mạn. Bài hát được sáng tác dựa trên một đoạn nhạc mẫu từ ca khúc "Talking", một bản nhạc thuộc thể loại ambient và được Haruomi Hosono biên soạn cho công ty bán lẻ Muji của Nhật Bản trong thập niên 1980. "2021" sử dụng những âm thanh của một chiếc synthesizer có nhịp đập nhẹ nhàng, những tiếng gảy đàn ghi-ta và một từ "boy" vốn do Jenny Lewis hát nhưng bị bóp méo.
"We Belong Together" là một bản nhạc vui tươi, hào hứng và mang tính cường điệu. Đây cũng là bài hát cuối cùng trong số ba bản song ca với Haim. Ca khúc đã được so sánh với bài hát "Mull of Kintyre" (1977) của Wings và các tác phẩm do Kanye West sản xuất. "We Belong Together" kết hợp một bản demo ở giai đoạn đầu do Koenig và Rostam Batmanglij thu âm tại Martha's Vineyard vào tháng 4 năm 2012, cùng với một ý tưởng riêng do Koenig sáng tác trên đàn piano. Koenig nhận xét ca khúc có tiềm năng trở thành bài hát "lành mạnh" nhất của ban nhạc. "Stranger" là một ca khúc nói về cuộc sống gia đình. Phần âm nhạc của bài hát có nhịp điệu thư thái kết hợp cùng những tiếng saxophone. Câu hát "things have never been stranger; things are gonna stay strange" (tạm dịch: mọi thứ chưa bao giờ [trở nên] xa lạ hơn [thế này]; mọi thứ vẫn sẽ [tỏ ra] xa lạ) trong ca khúc đã được nhiều tạp chí nhấn mạnh là một câu nói ngắn gọn mà bao trùm toàn bộ thông điệp cốt lõi của album. Koenig cho biết ca khúc nói về việc "khi bạn đang ở trong một ngôi nhà và bạn thấy mọi người đang vui vẻ với nhau[,] và bạn không hề thấy lạc lõng chút nào vì bạn cảm giác như mình đã thuộc về nơi này vậy". Đoạn kể chuyện ở giữa ca khúc "Spring Snow" là một lời tạm biệt đầy than khóc gửi đến nhân vật người tình, vẽ nên một khung cảnh gồm những tia nắng chói chang và tuyết rơi dày đặc trên nền nhạc chamber pop với nhịp điệu của nhạc Latin. "Jerusalem, New York, Berlin" là ca khúc "buồn bã" khép lại album và có nội dung ám chỉ tới Tuyên bố Balfour. Phần âm nhạc của ca khúc đã được so sánh với các tác phẩm của nhạc sĩ nhạc điện tử người Scotland Sophie. Koenig lựa chọn tên của ba thành phố trong tựa đề ca khúc do tầm quan trọng của chúng với cộng đồng người Do Thái, cũng như để bày tỏ "sự vật lộn để tìm ra bản sắc riêng biệt". Anh cũng tìm ra ý nghĩa tượng trưng của ba thành phố này trên bình diện rộng lớn hơn, trong đó Jerusalem biểu thị cho tôn giáo, New York đại diện cho tiền bạc và Berlin biểu thị cho văn hóa.
Phiên bản phát hành tại Nhật Bản của album có thêm hai bài hát: "Houston Dubai" và "Lord Ullin's Daughter". "Houston Dubai" là một bản hát lại ca khúc "I Don't Think Much About Her No More" (1969) của Mickey Newbury, còn "Lord Ullin's Daughter" lại có sự tham gia đóng góp của diễn viên người Anh Jude Law. Trong ca khúc, Law đọc lại bài thơ cùng tên của nhà thơ người Scotland Thomas Campbell trên nền nhạc đã được tách lời của bài hát "Big Blue".

## Ảnh bìa
—Ezra Koenig
Bìa album là một bức ảnh đơn giản có hình một quả địa cầu được vẽ theo phong cách hoạt hình. Cách vẽ theo kiểu hoạt hình này đã được so sánh với phong cách thẩm mỹ của nhóm vận động phản chiến Another Mother for Peace trong thập niên 1960, với chủ nghĩa môi trường trong thập niên 1990 và với thời kỳ đầu của mạng Internet. Ảnh bìa cũng nhấn mạnh vào biểu tượng của Sony Music và được miêu tả là "bám sát với ý kiến của riêng Koenig về [những] loại nghệ thuật lòe loẹt rẻ tiền". Trong phỏng vấn với Hot Press, Koenig bình luận về ảnh bìa album rằng anh "đã luôn biết rằng [anh] muốn hình ảnh Trái Đất trên phông nền trắng thuần túy kỹ thuật số này" và tỏ ra hứng thú với ý tưởng về "sắc trắng tươi sáng, thuần khiết" như một tờ giấy trắng hoặc như một đỉnh núi, hoặc như trên các màn hình điện tử. Anh cho biết ý tưởng này có liên hệ với ca khúc "Unbearably White". Anh cũng phát biểu rằng ảnh bìa có liên hệ với chủ đề về sinh thái trong album và thể hiện sự luyến tiếc với thái độ lạc quan của chủ nghĩa môi trường trong thập niên 1990. Ban đầu, anh dự định sử dụng áp phích của bộ phim anime Mobile Suit Gundam 00 Special Edition III: Return the World (2010) làm ảnh bìa cho album. Nhưng sau đó, vì thời lượng của album quá dài nên anh quyết định "bìa album phải đơn giản đến khó tin. Không [được] có đầy đường nét và chi tiết". Koenig đã chỉ ra sự giống nhau giữa phong cách đơn giản của bìa album với ảnh bìa của một số album kép khác như Album trắng (1968) của The Beatles, Tusk (1979) của Fleetwood Mac và The River (1980) của Bruce Springsteen.

## Phát hành và quảng bá
Vào tháng 9 năm 2017, Koenig bắt đầu tiết lộ về tiến triển trong việc thực hiện Father of the Bride thông qua những cập nhật về phần trăm tiến độ hoàn thiện album. Ban nhạc ra mắt âm nhạc của album mới trong buổi diễn trực tiếp đầu tiên của họ kể từ năm 2014, tổ chức tại Ojai, California vào tháng 6 năm 2018. Trong buổi diễn, Koenig trình bày một đoạn ngắn của ca khúc "Flower Moon" và lưu ý rằng ca khúc có sự tham gia hợp tác của Steve Lacy. Trong tiết mục biểu diễn chính tại Lollapalooza vào tháng 8 cùng năm, nhóm nhạc ra mắt một số ca khúc mới tới khán giả bằng điện thoại của Koenig, trong đó có "Harmony Hall" và "Sunflower".
Vào ngày 17 tháng 1 năm 2019, Koenig thông báo về các chữ cái đầu tiên trong tựa đề (FOTB) và thời lượng của album. Anh cũng tiết lộ rằng ba đĩa đơn mặt A kép sẽ được phát hành hằng tháng để quảng bá cho album. Nhóm nhạc phát hành các đĩa đơn đầu tiên, "Harmony Hall" và "2021", cũng như đưa ra thông báo về tên đầy đủ của album vào ngày 24 tháng 1. Video âm nhạc của "Harmony Hall" do Emmett Malloy đạo diễn và ra mắt trong tháng 2. Đĩa đơn kép thứ hai gồm ca khúc "Sunflower" hợp tác với ca sĩ kiêm nghệ sĩ ghi-ta Steve Lacy và ca khúc "Big Blue". Ban nhạc phát hành đĩa đơn, công bố ảnh bìa và ngày phát hành (3 tháng 5) của album vào ngày 6 tháng 3 năm 2019. Video âm nhạc của "Sunflower" được đạo diễn bởi Jonah Hill và ra mắt ngay trong tuần kế tiếp. Đĩa đơn kép cuối cùng gồm các ca khúc "This Life" và "Unbearably White", được phát hành vào ngày 4 tháng 4. Video âm nhạc của "This Life" cũng do Malloy đạo diễn và ra mắt vào ngày 20 tháng 5.

### Lưu diễn và biểu diễn trực tiếp
Ban nhạc sáp nhập thêm các thành viên Brian Robert Jones, Greta Morgan, Garrett Ray và Will Canzoneri vào đội hình lưu diễn để quảng bá cho album. Vào tháng 1 năm 2019, ban nhạc thông báo sẽ tổ chức một chuyến lưu diễn tại Bắc Mỹ, khởi động vào ngày 17 tháng 5 tại Gulf Shores, Alabama trong khuôn khổ của Lễ hội âm nhạc Hangout. Các nghệ sĩ tham gia hỗ trợ cho chuyến lưu diễn bao gồm Angélique Kidjo, Despot và Soccer Mommy. Vào tháng 3, nhóm nhạc thông báo sẽ tổ chức thêm các buổi biểu diễn tại các địa điểm ở châu Âu. Cũng trong tháng này, nhóm cũng quảng bá cho album trong loạt chương trình có tựa đề "Three Little London Shows". Vào ngày 5 tháng 5, tức hai ngày trước khi phát hành album, ban nhạc biểu diễn ba loạt bài hát liên tiếp tại Webster Hall ở thành phố New York. Trong buổi diễn, nhóm đã biểu diễn tất cả các bài hát trong album và phần lớn các ca khúc cũ, cũng như mời các nghệ sĩ Haim và Dev Hynes cùng tham gia biểu diễn. Buổi diễn này đã khép lại một chuyến lưu diễn ngắn gồm ba điểm dừng chân tại bang New York. Trong một màn biểu diễn tại nhà thi đấu Madison Square Garden vào tháng 9 cùng năm, ban nhạc thông báo về lịch trình của chuyến lưu diễn quảng bá cho album trong năm 2020.
Vào ngày 21 tháng 3 năm 2019, ban nhạc xuất hiện trong chương trình Live Lounge của BBC Radio 1 và biểu diễn "Harmony Hall" cùng một bản hát lại ca khúc "Sunflower" của Post Malone và Swae Lee khi nói về ca khúc cùng tên trong album. Trong tuần lễ sau sự kiện phát hành album, ban nhạc xuất hiện trong chương trình The Tonight Show Starring Jimmy Fallon và biểu diễn các ca khúc "This Life" và "Jerusalem, New York, Berlin" cùng với Haim. Nhóm cũng biểu diễn ca khúc "Sunflower" trong chương trình Jimmy Kimmel Live!. Vào ngày 26 tháng 6, tại phòng thu Electric Lady Studios ở New York, ban nhạc thu âm một phiên bản sử dụng tiếng piano làm chủ đạo của ca khúc "This Life" và một bản hát lại bài hát "I'm Goin' Down" (1985) của Bruce Springsteen cho loạt album Spotify Singles.

## Tiếp nhận

### Đánh giá chuyên môn
| Đánh giá chuyên môn   | Đánh giá chuyên môn |
| Điểm trung bình       | Điểm trung bình     |
| Nguồn                 | Đánh giá            |
| --------------------- | ------------------- |
| AnyDecentMusic?       | 7,5/10              |
| Metacritic            | 82/100              |
| Nguồn đánh giá        |                     |
| Nguồn                 | Đánh giá            |
| AllMusic              | [ 87 ]              |
| Chicago Tribune       | [ 54 ]              |
| The Daily Telegraph   | [ 15 ]              |
| The Guardian          | [ 13 ]              |
| The Independent       | [ 25 ]              |
| NME                   | [ 36 ]              |
| The Observer          | [ 14 ]              |
| Pitchfork             | 8,0/10              |
| Rolling Stone         | [ 12 ]              |
| Vice (Expert Witness) | B+                  |

Father of the Bride nhận được nhiều lời tán dương từ các nhà phê bình âm nhạc. Trên Metacritic, một trang đưa ra số điểm chuẩn trên thang 100 dựa trên các bài đánh giá của các xuất bản phẩm phổ biến, album nhận được điểm trung bình là 82 dựa trên 33 bài đánh giá, tương ứng với nhận xét "được tán dương rộng rãi."
David Fricke của Rolling Stone mô tả album là một "kiệt tác", ca ngợi sự chăm sóc tỉ mỉ tới từng chi tiết và chiều rộng trong âm nhạc của album. Ông đi đến kết luận rằng "Vampire Weekend bây giờ trông như những chàng trai thông minh nhất trong căn phòng, [họ] sắp đặt một thứ âm nhạc lộng lẫy và tràn ngập những cảm xúc phức tạp vào một vị trí hoàn hảo trong khoảnh khắc này của nhạc pop". Alexis Petridis của The Guardian viết rằng album đã phô diễn "một ban nhạc đang nỗ lực để vượt qua những ranh giới của chính họ, với những kết quả gây ấn tượng sâu sắc". Ông cũng thấy rằng những điểm nhấn của Father of the Bride tỏ ra trội hơn đáng kể so với một lượng rất ít những ý tưởng kém hiệu quả trong album. Kitty Empire của The Observer, một xuất bản phẩm chị em với The Guardian, khen ngợi chiều rộng và sự trưởng thành của album, nhận xét rằng album "bộc lộ sự ấm áp và không có dù chỉ một chút âm thanh quen thuộc, trong khi [đồng thời] phản ánh thế nào là một [ban nhạc] thay đổi từ tận gốc". Chris DeVille của Stereogum viết rằng album có thể có tiềm năng trở thành tác phẩm lớn nhất của nhóm nhạc và bình luận rằng "[album] thành công trong việc vừa là một cuộc vui vụng trộm đầy bất ngờ, [lại] vừa là một quyển luận văn nhiều tầng nghĩa về những điều xấu xa của thế giới". Zack Ruskin của Variety khẳng định rằng album bao gồm "những ý tưởng sáng tạo và thường là xuất sắc, được truyền tải tới người nghe mà hầu như không quan tâm đến việc họ có thể thấy chúng thú vị đến mức nào". Ông kết luận rằng phần âm nhạc dễ chịu của album "có thể trở thành nhạc nền cho một chuyến picnic vào buổi chiều" và nhận xét ca từ mang tính huyền bí của album "có thể trở thành chất liệu thô cho luận văn tiến sĩ về sáng tác nhạc". Trên The Wall Street Journal, Mark Richardson viết rằng chất lượng của Father of the Bride đã chứng minh sự chờ đợi từ lâu của khán giả dành cho album là chính xác, và rằng bất chấp thời lượng của nó, album vẫn có tính tập trung chứ không dàn trải.
Jon Pareles của The New York Times tán dương sự tương phản giữa ca từ nặng nề và âm nhạc tươi sáng trong album, còn Neil McCormick của The Daily Telegraph khen ngợi sự thử nghiệm "vui sướng" với âm nhạc và ngôn từ sắc sảo của Koenig, đồng thời khuyến cáo người nghe không nên tiếp nhận bản thu âm một cách quá nghiêm túc. Viết cho The Independent, Jazz Monroe cũng khen ngợi Koenig vì đã trưởng thành hơn mà không tỏ ra nghiêm túc quá mức, nhận xét rằng sự thiếu mạo hiểm và bản chất "không hợp thời" là những điểm mạnh nhất của album. Trong bài đánh giá trên AllMusic, Heather Phare viết rằng album "chứng kiến Vampire Weekend đón nhận sự thay đổi và thể hiện một phần âm nhạc trưởng thành và vừa ý nhất của họ trong quá trình đó". Thomas Smith của NME ca ngợi bản chất vui nhộn của album và nhận xét nó "nghe như tác phẩm của mấy anh chàng đang bắt cá bằng tay trong phòng thu và nói những chuyện tầm phào" và "thường thì nó là một bản hit, chứ không phải là một sự thất bại". Trong cột báo viết bởi Robert Christgau của Expert Witness cho tạp chí Vice, ông khen ngợi sự khảo sát tỉ mỉ phức tạp của Koenig về giai cấp trong album. Ông mô tả đó là một "bộ sưu tập đầy sức sống, có tính ám chỉ, khó hiểu và thuần thục về mặt kỹ thuật" mà nói chung là "[đã] cho thấy một chút hỗn hợp đầy lo âu của tuổi trẻ bị đánh mất, nỗi lo lắng về nghề nghiệp, và sự mất tinh thần về chính trị trong thâm tâm." Điểm duy nhất mà ông cảm thấy cần cân nhắc về album là các bài hát có tính "du dương nhưng hiếm khi làm người nghe cảm thấy có thêm hy vọng hay tỏ ra hào hứng sôi động".
Trong một bài đánh giá có ý phê bình hơn, Greg Kot của Chicago Tribune mô tả album là "ôn hòa" và để ý thấy rằng những lời ca thể hiện sự khó chịu của Koenig đã không được truyền tải qua phần âm nhạc dễ chịu của album. Viết cho Pitchfork, Mike Powell nêu ra quan điểm rằng Father of the Bride có thời lượng quá dài và không thật sự cần thiết so với các sản phẩm trong quá khứ, và cảm thấy việc album bàn luận về sự thỏa mãn và cảm giác thân quen là không thích hợp với nhóm nhạc. Tuy nhiên, ông cũng khen ngợi sự dũng cảm và định hướng âm nhạc mới của album. Steven Edelstone của Paste chỉ trích phần lời bài hát của album, cũng như việc Koenig lựa chọn đi theo phong cách âm nhạc có tính "sao chép" và cho rằng phong cách này không phù hợp với ban nhạc. Ông đưa ra kết luận rằng "đơn giản là không thể không tò mò về những chuyện đã xảy ra và về chỗ mà họ đã lạc lối, để rồi kết quả cuối cùng là một nỗi thất vọng lớn với album indie rock có lẽ là được kỳ vọng nhất mà người sống còn nhớ được". Jordan Sargent của Spin tranh luận rằng Father of the Bride có thể là tác phẩm tồi nhất của ban nhạc, tuy nhiên vẫn đáng để lắng nghe. Ông khen ngợi quá trình phát triển của album với nhận xét: "Một mặt, mọi thứ nghe có vẻ rất ấn tượng; mặt khác, album lại chứa đựng một số ý tưởng tồi tệ nhất mà ban nhạc từng thu âm".

### Giải thưởng và vinh danh
Tại Giải Grammy lần thứ 62, Father of the Bride giành chiến thắng ở hạng mục Album nhạc alternative xuất sắc nhất, còn ca khúc "Harmony Hall" nhận được đề cử ở hạng mục Bài hát rock hay nhất. Album cũng là tác phẩm đầu tiên của ban nhạc được đề cử ở hạng mục Album của năm của giải Grammy.
Father of the Bride hiện diện trong nhiều danh sách các album cuối năm 2019. Trên Album of the Year, một trang web xây dựng một danh sách dựa trên trung bình của những danh sách các album cuối năm của các nhà phê bình âm nhạc, album được xếp ở vị trí thứ 11 trong danh sách cuối năm 2019. Entertainment Weekly và Thrillist gọi album là album xuất sắc nhất năm, trong khi Vulture, Kitty Empire của The Observer, Us Weekly, British GQ và Stereogum xếp album nằm trong top 5. Los Angeles Times, Slant, BrooklynVegan, Rolling Stone, Consequence of Sound và Slate xếp album vào top 10 trong danh sách của họ. Album cũng được liệt vào top 25 của các xuất bản phẩm Billboard, NME, The Guardian, Flood, The Atlantic, Paste, GQ  và Pitchfork. Các xuất bản phẩm khác liệt kê Father of the Bride trong danh sách cuối năm gồm Complex, Uncut, Uproxx, Mojo, và AllMusic.
Album cũng xuất hiện trong các danh sách cuối thập niên 2010 của BrooklynVegan (thứ 35), Stereogum (thứ 84) và Rolling Stone (thứ 92).

### Diễn biến thương mại
Father of the Bride ra mắt ở vị trí số 1 trên bảng xếp hạng Billboard 200 của Hoa Kỳ với doanh số đạt 138.000 đơn vị album tương đương, trong đó có 119.000 bản là album thuần. Đây là album quán quân thứ ba liên tiếp của Vampire Weekend tại Hoa Kỳ. Ngoài ra, 13 ca khúc trong album, bao gồm cả sáu đĩa đơn, đã lọt vào top 50 của bảng xếp hạng Billboard Hot Rock Songs của Hoa Kỳ. Album cũng đạt vị trí á quân tại Anh Quốc và Scotland, cũng như nằm trong top 10 tại Bồ Đào Nha, Ireland, Canada, Úc và tại khu vực Flanders của Bỉ.

## Danh sách bài hát
Danh sách những người thực hiện lấy từ ghi chú trên bìa album.
| STT              | Nhan đề                                              | Sáng tác                                                   | Sản xuất                                 | Thời lượng |
| ---------------- | ---------------------------------------------------- | ---------------------------------------------------------- | ---------------------------------------- | ---------- |
| 1.               | "Hold You Now" (hợp tác với Danielle Haim)           | Ezra Koenig Hans Zimmer                                    | Ariel Rechtshaid Koenig                  | 2:33       |
| 2.               | "Harmony Hall"                                       | Koenig                                                     | Rechtshaid Koenig Rostam Batmanglij [a]  | 5:08       |
| 3.               | "Bambina"                                            | Koenig                                                     | Rechtshaid Koenig                        | 1:42       |
| 4.               | "This Life"                                          | Koenig Makonnen Sheran Mark Ronson                         | Rechtshaid Koenig Dave Macklovitch [a]   | 4:28       |
| 5.               | "Big Blue"                                           | Koenig                                                     | Rechtshaid Koenig DJ Dahi                | 1:48       |
| 6.               | "How Long?"                                          | Koenig William Shelby Stephen Shockley Leon F. Silvers III | Rechtshaid Koenig Macklovitch [a]        | 3:32       |
| 7.               | "Unbearably White"                                   | Koenig                                                     | Rechtshaid Koenig BloodPop [a]           | 4:40       |
| 8.               | "Rich Man"                                           | Koenig S. E. Rogie                                         | Rechtshaid Koenig                        | 2:29       |
| 9.               | "Married in a Gold Rush" (hợp tác với Danielle Haim) | Koenig                                                     | Rechtshaid                               | 3:42       |
| 10.              | "My Mistake"                                         | Koenig Ludwig Göransson                                    | Rechtshaid Koenig DJ Dahi Buddy Ross [a] | 3:18       |
| 11.              | "Sympathy"                                           | Koenig Rechtshaid                                          | Rechtshaid Koenig                        | 3:46       |
| 12.              | "Sunflower" (hợp tác với Steve Lacy)                 | Koenig                                                     | Rechtshaid Koenig                        | 2:17       |
| 13.              | "Flower Moon" (hợp tác với Steve Lacy)               | Koenig Rechtshaid Sam Gendel                               | Rechtshaid Koenig Lacy [a]               | 3:57       |
| 14.              | "2021"                                               | Haruomi Hosono Koenig                                      | Rechtshaid Koenig                        | 1:38       |
| 15.              | "We Belong Together" (hợp tác với Danielle Haim)     | Koenig Batmanglij                                          | Batmanglij                               | 3:10       |
| 16.              | "Stranger"                                           | Koenig                                                     | Rechtshaid Koenig                        | 4:08       |
| 17.              | "Spring Snow"                                        | Koenig BloodPop Gendel                                     | Rechtshaid Koenig BloodPop Ross [a]      | 2:40       |
| 18.              | "Jerusalem, New York, Berlin"                        | Koenig                                                     | Rechtshaid Koenig BloodPop [a] Ross [a]  | 2:54       |
| Tổng thời lượng: | Tổng thời lượng:                                     | Tổng thời lượng:                                           | Tổng thời lượng:                         | 57:50      |

| Bài hát thêm cho phiên bản phát hành tại Nhật Bản | Bài hát thêm cho phiên bản phát hành tại Nhật Bản | Bài hát thêm cho phiên bản phát hành tại Nhật Bản | Bài hát thêm cho phiên bản phát hành tại Nhật Bản | Bài hát thêm cho phiên bản phát hành tại Nhật Bản |
| STT                                               | Nhan đề                                           | Sáng tác                                          | Sản xuất                                          | Thời lượng                                        |
| ------------------------------------------------- | ------------------------------------------------- | ------------------------------------------------- | ------------------------------------------------- | ------------------------------------------------- |
| 19.                                               | "Houston Dubai"                                   | Koenig                                            | Rechtshaid Koenig                                 | 2:19                                              |
| 20.                                               | "I Don't Think Much About Her No More"            | Mickey Newbury                                    | Rechtshaid DJ Dahi                                | 2:49                                              |
| 21.                                               | "Lord Ullin's Daughter" (hợp tác với Jude Law)    | Koenig (nhạc) Thomas Campbell (lời)               | Rechtshaid DJ Dahi                                | 3:38                                              |
| Tổng thời lượng:                                  | Tổng thời lượng:                                  | Tổng thời lượng:                                  | Tổng thời lượng:                                  | 66:36                                             |

Ghi chú
- ^[a]  chỉ người sản xuất bổ sung.

Các ca khúc lấy mẫu
- "Hold You Now" sử dụng các đoạn nhạc lấy mẫu từ ca khúc "God Yu Tekem Laef Blong Mi" (sáng tác bởi Hans Zimmer, từ bộ phim The Thin Red Line).
- "How Long?" sử dụng các đoạn nhạc lấy mẫu từ ca khúc "And the Beat Goes On" (viết bởi William Shelby, Stephen Shockley và Leon F. Silvers III).
- "Rich Man" sử dụng một đoạn nhạc lấy mẫu từ ca khúc "Please Go Easy With Me" (viết và trình bày bởi S. E. Rogie).
- "2021" sử dụng một đoạn nhạc lấy mẫu từ ca khúc "Talking" (viết bởi Haruomi Hosono).

## Những người thực hiện
Âm nhạc 
- Ezra Koenig – hát chính, ghi-ta
- Rostam Batmanglij – ghi-ta acoustic 12 dây (bài 15)
- Matt Chamberlain – trống (bài 15)
- Sam Gendel – saxophone (bài 10)
- Danielle Haim – hát chính (bài 1, 9, 15), hát đệm (bài 2, 4, 11, 13, 16, 18)
- Tommy King – piano (bài 2, 9)
- Steve Lacy – hát chính (bài 12, 13), hát đệm (bài 10), ghi-ta acoustic (bài 10)
- Jude Law – hát chính (bài 21)
- Greg Leisz – ghi-ta điện (bài 2, 16), ghi-ta pê-đan thép (bài 2, 16)
- Jenny Lewis – giọng hát được lấy mẫu (bài 14)
- David Longstreth – hát đệm (bài 2), ghi-ta (bài 2)
- Jake Longstreth – ghi-ta (bài 4)
- Serena McKinney – vĩ cầm (bài 7, 8)
- John Nixon – ghi-ta (bài 16)
- Ariel Rechtshaid – ghi-ta (bài 16)
- Buddy Ross – synthesizer (bài 2, 7, 10, 17, 18), Wurlitzer (bài 2, 7), piano (bài 10, 17, 18), đàn dây (bài 10), hát đệm (bài 10, 17)

Kỹ thuật
- Ariel Rechtshaid – kỹ sư (bài 1–14, 16–21), phối khí (bài 1, 3, 5–14, 16–21)
- Chris Kasych – kỹ sư (bài 1–14, 16–19)
- John DeBold – kỹ sư (bài 1–14, 16–21)
- Hiroya Takayama – kỹ sư (bài 1–14, 16–19)
- Takemasa Kosaka – kỹ sư (bài 1–14, 16–19)
- Dave Schiffman – kỹ sư (bài 2, 8, 9, 12, 19)
- P-Thugg (Patrick Gemayel) – kỹ sư (bài 4)
- Michael Harris – kỹ sư (bài 9, 13, 15, 16)
- Buddy Ross – kỹ sư (bài 10), phối khí (bài 10)
- Shawn Everett – kỹ sư (bài 11), phối khí (bài 1, 16)
- Rostam Batmanglij – kỹ sư (bài 15), phối khí (bài 15)
- Dalton Ricks – kỹ sư (bài 15)
- Nick Rowe – kỹ sư (bài 15)
- Jude Law – kỹ sư (bài 21)
- Manny Marroquin – phối khí (bài 2, 4)
- Chris Galland – kỹ sư phối khí (bài 2, 4)
  - Robin Florent – trợ lý (bài 2, 4)
  - Scott Desmarais – trợ lý (bài 2, 4)
- Ezra Koenig – phối khí (bài 14, 19–21)
- Emily Lazar – master
  - Chris Allgood – trợ lý

Ảnh bìa
- Nick Harwood – chỉ đạo nghệ thuật
- Primo Kahn – thiết kế bìa
- Public-Library – thiết kế bìa
- Brendan Ratzlaff – vẽ minh họa

## Xếp hạng
| Bảng xếp hạng (2019)                | Vị trí cao nhất |
| ----------------------------------- | --------------- |
| Album Úc (ARIA)                     | 8               |
| Album Áo (Ö3 Austria)               | 13              |
| Album Bỉ (Ultratop Vlaanderen)      | 8               |
| Album Bỉ (Ultratop Wallonie)        | 24              |
| Album Canada (Billboard)            | 6               |
| Album Hà Lan (Album Top 100)        | 11              |
| Album Pháp (SNEP)                   | 38              |
| Album Đức (Offizielle Top 100)      | 21              |
| Ireland (OCC)                       | 5               |
| Album Ý (FIMI)                      | 77              |
| Album Nhật Bản (Oricon)             | 30              |
| Album New Zealand (RMNZ)            | 24              |
| Album Na Uy (VG-lista)              | 14              |
| Album Bồ Đào Nha (AFP)              | 3               |
| Album Scotland (OCC)                | 2               |
| Album Tây Ban Nha (PROMUSICAE)      | 34              |
| Album Thụy Điển (Sverigetopplistan) | 31              |
| Album Thụy Sĩ (Schweizer Hitparade) | 15              |
| Album Anh Quốc (OCC)                | 2               |
| Album Hoa Kỳ Billboard 200          | 1               |
| Album Hoa Kỳ Top Rock (Billboard)   | 1               |

| Bảng xếp hạng (2019)                  | Vị trí |
| ------------------------------------- | ------ |
| Hoa Kỳ Billboard 200                  | 200    |
| Hoa Kỳ Alternative Albums (Billboard) | 20     |
| Hoa Kỳ Rock Albums (Billboard)        | 36     |

## Lịch sử phát hành
| Quốc gia       | Ngày phát hành      | Nhãn hiệu                  | Định dạng              | Mã catalog           |
| -------------- | ------------------- | -------------------------- | ---------------------- | -------------------- |
| Nhiều quốc gia | 3 tháng 5 năm 2019  | Spring Snow Columbia       | Tải kỹ thuật số stream |                      |
| Nhiều quốc gia | 3 tháng 5 năm 2019  | Spring Snow Columbia       | CD                     | 19075930132 (Hoa Kỳ) |
| Nhiều quốc gia | 3 tháng 5 năm 2019  | Spring Snow Columbia       | LP                     | 19075930141 (Hoa Kỳ) |
| Nhiều quốc gia | 3 tháng 5 năm 2019  | Spring Snow Columbia       | Cassette               | 19075946164 (Hoa Kỳ) |
| Nhật Bản       | 15 tháng 5 năm 2019 | Sony Records International | CD                     | SICP-6117            |